# Čileanski rodeo
Čileanski rodeo tradicionalni je šport u Čileu. 
Proglašen je nacionalnim športom 1962. godine. Od tada se širio, osobito u ruralnim područjima zemlje. Čileanski rodeo razlikuje se od rodea u Sjevernoj Americi. Kod čileanskog rodea, ekipa (pod nazivom collera) sastoji se od dva jahača (huasos) na dva konja. Jahanjem u krugovima oko arene pokušavaju zaustaviti tele. Dobivaju bodove ovisno o tome, kako su zaustavili tele. Rodeo se odvija u toru u obliku polumjeseca (medialuna).
U modernom obliku čileanskog rodea, točno su određena pravila. Koriste se isključivo čileanski konji, a vozači su dužni nositi tradicionalnu odjeću, koju nose čileanski kauboji hausosi. 
Za najboljeg natjecatelja u povijesti čileanskog rodea smatra se Ramón Cardemil, koji je osvojio nacionalnu titulu sedam puta. Rodeo je popularan diljem Čilea, ali je najpopularniji u središnjem dijelu zemlje. Glavno natjecanje odvija se u gradu Rancagui. Toliko je popularan, da je 2004., više gledatelja prisustvovalo natjecanjima u rodeu nego nogometu.

## Galerija
- Dobivanje bodova, ovisno o mjestu na kojem je zaustavljeno tele.